# Ре, Жильбер
Жильбе́р Ре (фр. Gilbert Rey; род. 30 октября 1930) — швейцарский футболист, играл на позиции нападающего. Участник чемпионата мира 1962 года.

## Биография

### Клубная карьера
В возрасте 17 лет дебютировал в Национальной лиге A за «Беллинцону». Параллельно играя в футбол, он проходил обучение на кондитера в Тичино. Это была инициатива его отца, владевшего кондитерской в Женеве. Его трансфер в «Ла-Шо-де-Фон» не состоялся из-за работы Ре.
В 1953 году перешёл в «Лозанну», за которую отыграл три сезона. Его игра привлекла внимание тренера «Янг Бойз» Альберта Зинга. Летом 1956 года перешёл в «Янг Бойз», с которым были связаны главные успехи в его карьере. Он был частью знаменитой команды, с который выиграл 4 подряд чемпионских титула и Кубок Швейцарии в 1958 году. В те годы «жёлто-чёрные» уверенно доминировали в швейцарском футболе и дошли до полуфинала Кубка европейских чемпионов в 1959 году.
В 1961 году вернулся в «Лозанну», за которую отыграл два сезона и в 1962 году выиграл Кубок Швейцарии. В 1963 году завершил футбольную карьеру и перешёл в частный бизнес.

### Карьера в сборной
Дебютировал за сборную Швейцарии 19 июня 1955 года в товарищеском матче со сборной Испании — Швейцария проиграла матч 0:3.
Был включён в состав сборной Швейцарии на чемпионате мира 1962 года, но на турнире на поле не выходил. Всего за сборную Швейцарии сыграл 6 матчей и забил 1 гол.

### Последующая жизнь
После завершения карьеры вместе с братом открыл в Женеве собственную типографию.

## Достижения
«Янг Бойз»
- Чемпион Швейцарии (4): 1956/57, 1957/58, 1958/59, 1959/60
- Обладатель Кубка Швейцарии (1): 1957/58

«Лозанна»
- Обладатель Кубка Швейцарии (1): 1961/62

## Ссылка
- Gilbert Rey на National-Football-Teams.com